# Scaif

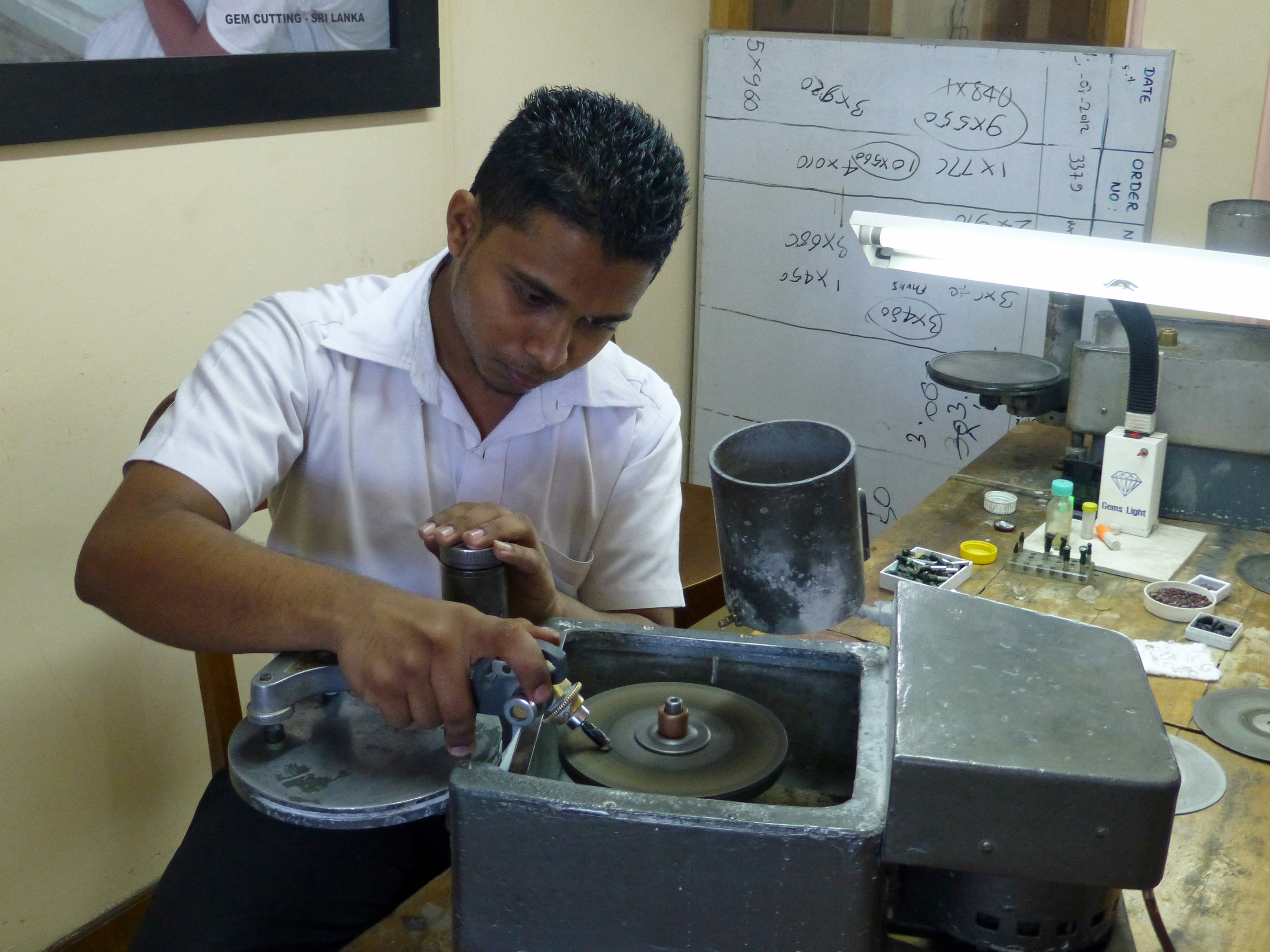
Un hombre sostiene el brazo del scaif mientras pule una piedra.

El scaif o "scaife" es una herramienta de pulido de diamantes utilizada en la industria de corte de este mineral, que consiste en un disco de pulido impregnado de una mezcla de polvo de diamante y aceite de oliva. Fue inventado en 1456 por el joyero flamenco, Lodewyk van Berken.
La invención del scaif permitió pulir todas las facetas del diamante simétricamente en ángulos que reflejaban mucho más la luz. Esta técnica revolucionó la industria de corte de diamantes y en consecuencia, la popularidad de dicha piedra.
El scaif consiste en un disco duro, paralelo al suelo. El disco se parece y gira en la misma dirección que un torno de alfarero. En la superficie superior, se coloca una capa de aceite de oliva y polvo de diamante. Un marco circular, alrededor del disco, recoge el aceite que se desprende al girar el disco.
Situado justo por encima de la superficie del disco, un brazo mecánico sujeta el diamante que se ajusta con precisión para colocar el diamante en la posición necesaria exacta para el pulido de las facetas. A medida que las caras se pulen, se genera más polvo de diamante y se repone este fino material, a medida que el otro se ha gastado.